# Береюв
Береюв (пол. Berejów) — село в Польщі, у гміні Недзьв'яда Любартівського повіту Люблінського воєводства.
Населення — 408 осіб (2011).

## Демографія
Демографічна структура станом на 31 березня 2011 року:
|          | Загалом | Допрацездатний вік | Працездатний вік | Постпрацездатний вік |
| -------- | ------- | ------------------ | ---------------- | -------------------- |
| Чоловіки | 203     | 40                 | 141              | 22                   |
| Жінки    | 205     | 34                 | 117              | 54                   |
| Разом    | 408     | 74                 | 258              | 76                   |